# Humberto Valdés Neveu
Humberto Valdés (México, CDMX, México, 2 de septiembre de 1973) es un exfutbolista mexicano que se desempeñaba como mediocampista central o defensa central.

## Trayectoria
Comienza su trayectoria con Cruz Azul en fuerzas básicas desde el año 1989 hasta el año 1992. En 1993 llega su debut en primera división (4 de septiembre ante Puebla en el estadio Azteca) y hasta 1998 forma parte del primer equipo, siendo subcampeón de Liga en la temporada 1994-1995, campeón de la Liga de Campeones de la Concacaf en 1996 y 1997 (Guatemala), campeón de copa en 1996 y campeón de Liga 1997 como parte del plantel.  A consecuencia de dos lesiones muy graves (ruptura total del tendón de Aquiles en ambas piernas) su trayectoria profesional se acortó. De 2006 a 2020 colaboró con la cadena Televisa para radio y televisión como comentarista y analista de fútbol, teniendo participaciones en diferentes eventos nacionales e internacionales. Actualmente forma parte de la cadena FOX DEPORTES. 

## Selección nacional
Ha sido internacional con la Selección de fútbol de México para el Mundial de cadetes en Montaigu, Francia en 1989. Formó parte de la preselección sub-20 para la Copa Mundial Juvenil en Australia 1993 y de la preselección olímpica sub-23 para los Juegos Olímpicos de Atlanta 1996.

## Clubes
| Club      | País   | Periodo   | Liga PJ (G) | Copa PJ (G) |
| --------- | ------ | --------- | ----------- | ----------- |
| Cruz Azul | México | 1993-1994 | 10 (0)      |             |
| Cruz Azul | México | 1994-1995 | 3 (0)       |             |
| Cruz Azul | México | 1995-1996 | 8 (0)       |             |
| Cruz Azul | México | 1996      | 11 (0)      | 11 (0)      |

## Palmarés

#### Campeonatos nacionales
| Título      | Club      | País   | Año     |
| ----------- | --------- | ------ | ------- |
| Copa México | Cruz Azul | México | 1996-97 |
| Liga MX     | Cruz Azul | México | 1997    |

### Campeonatos internacionales
| Título                           | Club      | Sede       | Año  |
| -------------------------------- | --------- | ---------- | ---- |
| Liga de Campeones de la Concacaf | Cruz Azul | Guatemala  | 1996 |
| Liga de Campeones de la Concacaf | Cruz Azul | Washington | 1997 |

(*) Incluyendo la selección

### Distinciones individuales
| Distinción                                 | Año  |
| ------------------------------------------ | ---- |
| Mejor Jugador Torneo de la Croix (Francia) | 1992 |

- Datos: Q2886967